# بروس الفورد
بروس الفورد (بالإنجليزية: Bruce Alford)‏؛ مواليد 21 أبريل 1945 في فورت وورث، تكساس، هو لاعب كرة قدم أمريكي.